# Buchy, Seine-Maritime
Buchy là một xã thuộc tỉnh Seine-Maritime trong vùng Normandie miền bắc nước Pháp.

## Huy hiệu
| Arms of Buchy | The arms of Buchy are blazoned: Azure, an ax argent, handled Or, planted in a stump proper, on a chief gules, 3 logger's wedges argent. |

## Dân số
| Năm | 1962 | 1968 | 1975 | 1982 | 1990 | 1999 | 2006 |
| --- | ---- | ---- | ---- | ---- | ---- | ---- | ---- |
| Dân số | 891  | 1001 | 1024 | 1057 | 1109 | 1150 | 1407 |
| From the year 1962 on: No double counting—residents of multiple communes (e.g. students and military personnel) are counted only once. |      |      |      |      |      |      |      |